# Notheme erota
Notheme erota är en fjärilsart som beskrevs av Pieter Cramer 1780. Notheme erota ingår i släktet Notheme och familjen Riodinidae. Inga underarter finns listade i Catalogue of Life.

## Bildgalleri

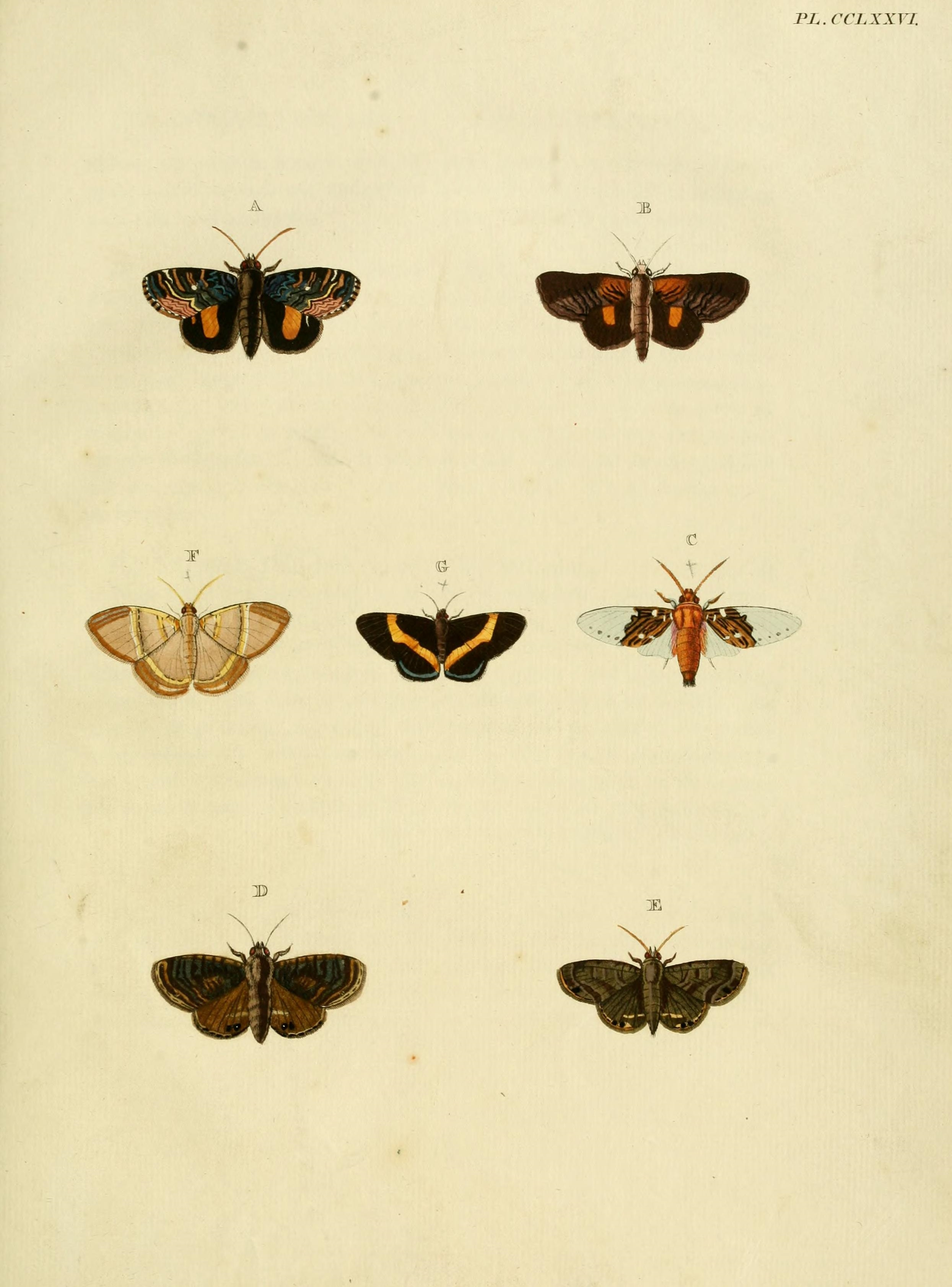
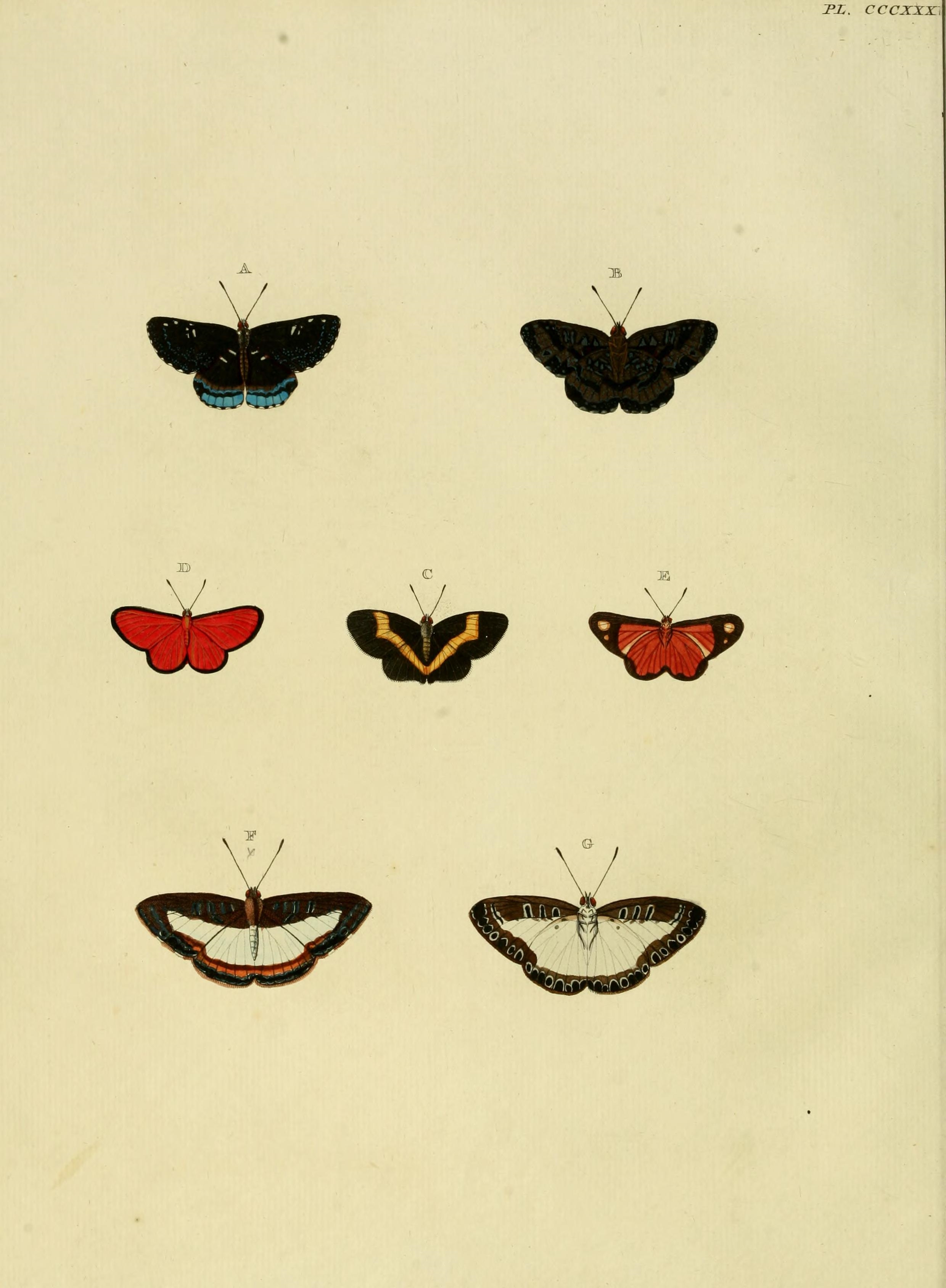
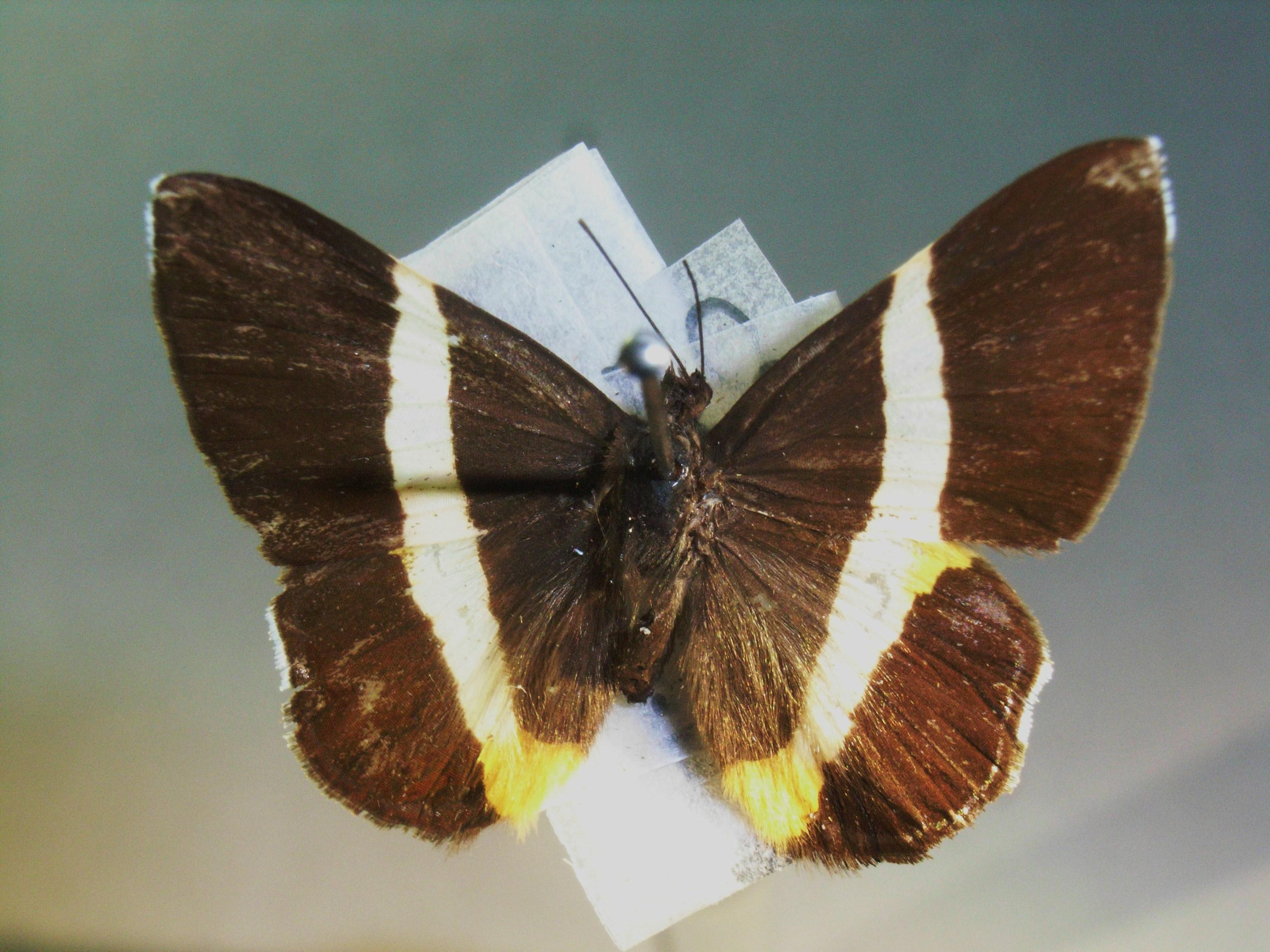